# Contrazioni di Braxton Hicks
Le contrazioni di Braxton Hicks sono contrazioni uterine che compaiono durante la gravidanza e favoriscono la circolazione uterina. Prendono il nome dal medico che per primo, nel 1872, le identificò e descrisse: John Braxton Hicks.

## Descrizione
Le contrazioni di Braxton Hicks consistono in indurimenti isolati e non ritmici della muscolatura uterina del tutto fisiologici e che, al contrario delle contrazioni che avvengono durante il travaglio, non sono dolorosi o solo raramente lo sono e non modificano la cervice. Le contrazioni possono essere di entità così lieve che a volte non vengono avvertite dalle gestanti.
Le variabili che permettono alla contrazione di essere avvertita dalla donna sono numerose e possono dipendere dalla costituzione della donna, dal suo peso e dalla sua soglia del dolore. Possono essere avvertite in corrispondenza della crescita del feto o più frequentemente da un suo movimento repentino, possono comparire spontaneamente con il fine di ravvivare la circolazione uterina oppure essere la risposta ad un urto, uno stress o ad una stimolazione sessuale. La presenza di una vescica piena può gravare sull'utero innescando le contrazioni.